# Italien ved sommer-OL 2020
Italien deltog under Sommer-OL 2020 i Tokyo som blev afviklet i perioden 23. juli til 8. august 2021.

## Medaljer
| 2020 Tokyo | Guld | Sølv | Bronze | Total |
| Italien    | 10   | 10   | 20     | 40    |

### Medaljevinderne
| Italien under sommer-OL 2020 i Tokyo | Italien under sommer-OL 2020 i Tokyo                                                   | Italien under sommer-OL 2020 i Tokyo | Italien under sommer-OL 2020 i Tokyo | Italien under sommer-OL 2020 i Tokyo |
| Medalje                              | Navn                                                                                   | Sport                                | Event                                | Dato                                 |
| ------------------------------------ | -------------------------------------------------------------------------------------- | ------------------------------------ | ------------------------------------ | ------------------------------------ |
| Guld                                 | Vito Dell'Aquila                                                                       | Taekwondo                            | Mændenes 58 kg                       | 24. juli                             |
| Guld                                 | Valentina Rodini Federica Cesarini                                                     | Roning                               | Damernes letvægtsdobbeltsculler      | 29. juli                             |
| Guld                                 | Gianmarco Tamberi                                                                      | Atletik                              | Mændenes højdespring                 | 1. august                            |
| Guld                                 | Marcell Jacobs                                                                         | Atletik                              | Mændenes 100 meter                   | 1. august                            |
| Guld                                 | Ruggero Tita Caterina Banti                                                            | Sejlsport                            | Mixed nacra 17                       | 3. august                            |
| Guld                                 | Simone Consonni Filippo Ganna Francesco Lamon Jonathan Milan                           | Cykling                              | Mændenes holdforfølgelse             | 4. august                            |
| Guld                                 | Massimo Stano                                                                          | Atletik                              | Herrernes 20 kilometer kapgang       | 5. august                            |
| Guld                                 | Antonella Palmisano                                                                    | Atletik                              | Damernes 20 kilometer kapgang        | 6. august                            |
| Guld                                 | Luigi Busà                                                                             | Karate                               | Mændenes 75 kg                       | 6. august                            |
| Guld                                 | Marcell Jacobs Filippo Tortu Fausto Desalu Lorenzo Patta                               | Atletik                              | Mændenes 4×100 meter stafet          | 6. august                            |
| Sølv                                 | Luigi Samele                                                                           | Fægtning                             | Mændenes sabel                       | 24. juli                             |
| Sølv                                 | Thomas Ceccon Santo Condorelli[a] Manuel Frigo Alessandro Miressi Lorenzo Zazzeri      | Svømning                             | Mændenes 4×100 meter fri             | 26. juli                             |
| Sølv                                 | Diana Bacosi                                                                           | Skydning                             | Damernes skeet                       | 26. juli                             |
| Sølv                                 | Daniele Garozzo                                                                        | Fægtning                             | Mændenes fleuret                     | 26. juli                             |
| Sølv                                 | Giorgia Bordignon                                                                      | Vægtløftning                         | Damernes 64 kg                       | 27. juli                             |
| Sølv                                 | Luca Curatoli Luigi Samele Enrico Berrè Aldo Montano                                   | Fægtning                             | Mændenes sabel hold                  | 28. juli                             |
| Sølv                                 | Gregorio Paltrinieri                                                                   | Svømning                             | Mændenes 800 meter fri               | 29. juli                             |
| Sølv                                 | Mauro Nespoli                                                                          | Bueskydning                          | Mændenes individuel                  | 31. juli                             |
| Sølv                                 | Vanessa Ferrari                                                                        | Gymnastik                            | Damernes øvelse på gulv              | 2. august                            |
| Sølv                                 | Manfredi Rizza                                                                         | Kano og kajak                        | Mændenes K-1 200 meter               | 5. august                            |
| Bronze                               | Elisa Longo Borghini                                                                   | Cykling                              | Damernes linjeløb                    | 25. juli                             |
| Bronze                               | Odette Giuffrida                                                                       | Judo                                 | Damernes 52 kg                       | 25. juli                             |
| Bronze                               | Mirko Zanni                                                                            | Vægtløftning                         | Men's 67 kg                          | 25. juli                             |
| Bronze                               | Nicolò Martinenghi                                                                     | Svømning                             | Mændenes 100 meter bryst             | 26. juli                             |
| Bronze                               | Maria Centracchio                                                                      | Judo                                 | Damernes 63 kg                       | 27. juli                             |
| Bronze                               | Rossella Fiamingo Federica Isola Mara Navarria Alberta Santuccio                       | Fægtning                             | Women's team épée                    | 27. juli                             |
| Bronze                               | Matteo Castaldo Marco Di Costanzo Bruno Rosetti Matteo Lodo Giuseppe Vicino            | Roning                               | Firer uden styrmand                  | 28. juli                             |
| Bronze                               | Federico Burdisso                                                                      | Svømning                             | Mændenes 200 meter butterfly         | 28. juli                             |
| Bronze                               | Pietro Ruta Stefano Oppo                                                               | Roning                               | Mændenes Letvægtsdobbeltsculler      | 29. juli                             |
| Bronze                               | Martina Batini Erica Cipressa Arianna Errigo Alice Volpi                               | Fægtning                             | Damernes holdkonkurrence i fleuret   | 29. juli                             |
| Bronze                               | Lucilla Boari                                                                          | Bueskydning                          | Damernes individuel                  | 30. juli                             |
| Bronze                               | Simona Quadarella                                                                      | Svømning                             | Damernes 800 meter fri               | 31. juli                             |
| Bronze                               | Irma Testa                                                                             | Boksning                             | Women's featherweight                | 31. juli                             |
| Bronze                               | Antonino Pizzolato                                                                     | Vægtløftning                         | Men's 81 kg                          | 31. juli                             |
| Bronze                               | Federico Burdisso Thomas Ceccon Nicolò Martinenghi Alessandro Miressi                  | Svømning                             | Mændenes 4×100 meter medley          | 1. august                            |
| Bronze                               | Gregorio Paltrinieri                                                                   | Svømning                             | Men's 10 kilometre open water        | 5. august                            |
| Bronze                               | Elia Viviani                                                                           | Cykling                              | Mændenes omnium                      | 5. august                            |
| Bronze                               | Viviana Bottaro                                                                        | Karate                               | Women's kata                         | 5. august                            |
| Bronze                               | Abraham Conyedo                                                                        | Brydning                             | 97 kg fristil                        | 7. august                            |
| Bronze                               | Alessia Maurelli Martina Centofanti Martina Santandrea Agnese Duranti Daniela Mogurean | Gymnastik                            | Women's rhythmic group all-around    | 8. august                            |